# 大興国
大 興国（だい こうこく、? - 1183年）は、金の役人。後に大邦基と名乗る。渤海の出身。兄は大邦傑。熙宗を殺した10人の一人である。

## 生涯
大興国は熙宗に寝殿小底・権近侍局直長として仕えていた。この役職は寝室の世話係といった役職で、熙宗の就寝中に客や使者が訪れた時に応対し、状況や来客の立場を見て、寝殿に通す、あるいは帰すのが主な任務で、小職ではあるが重要な役職であった。
皇統9年（1149年）、迪古乃（後の海陵王）の誕生日、熙宗は大興国を使者にして司馬光の画像や珍品財宝などを誕生日プレゼントとして贈った。迪古乃がそのプレゼントを皇后裴満氏に贈ったところ、熙宗の怒りを招き、大興国が杖刑100打の罰を受けた。熙宗弑逆の意図を固めた迪古乃は、成功させるには大興国の協力が不可欠と判断した。大興国も、無実なのに杖で打たれたことを恨み、また重臣や皇后が些細なことで殺される現状に危機感を抱いており、暗殺計画に荷担した。12月9日夜、大興国は寝殿の鍵を開けて迪古乃たちを招き入れた。熙宗は佩刀を寝台の上に置く習慣であったが、大興国が佩刀を寝台の下に移したため、目覚めた熙宗は佩刀を手にすることができず、為す術もなく斬られた。
迪古乃（海陵王）が即位して皇帝になると、熙宗殺害に多大な功績を果たした大興国は、広寧尹に任じられ、奴隷100口・玉帯などを下賜され、金紫光禄大夫の位階を得た。その後も銭千万・黄金400両・銀千両・良馬4匹などの大量の財貨を賜わった。天徳4年（1152年）には崇義軍節度使となり、邦基の名を賜わって大邦基と名乗る。その後、武寧軍節度使・河間尹となった。
しかし、海陵王が殺害されて世宗が即位すると、海陵王から下賜された財貨の全てを没収されてしまう。大定23年（1183年）正月甲午、34年前の熙宗殺害の件が蒸し返され、熙宗の陵墓である思陵の側で処刑された。

## 伝記資料
- 『金史』巻132 列伝第70
- 『金史』巻8 本紀第8世宗下